# 明西 (密蘇里州)
明西（英語：Mincy）是位於美國密蘇里州托尼縣的非建制地區。

## 歷史
明西的郵局於1870年設立，其後於1955年停運。

## 地理
明西所處的海拔為高於海平面279米（即915英呎），而該地所採用的時區為UTC-6，即北美中部時區（CST）。同時該地設有夏令時間，為UTC-6調快一小時，即UTC-5（CDT）。